# Dark Moor
Dark Moor ist eine Power-Metal-Band aus Spanien. Seit ihrer Gründung im Jahre 1993 veröffentlichte sie acht Alben und überstand eine Neuformation 2003.

## Geschichte
Dark Moor wurde 1993 in Madrid durch die beiden Gitarristen Enrik García und Javier Rubio gegründet und war in den ersten Jahren hauptsächlich durch das Kommen und Gehen von Bandmitgliedern geprägt. Erst 1999 kam mit dem Eintritt von Elisa C. Martín und Albert Maroto, die Enrik García, Anan Kaddouri und Jorge Saez ergänzten, eine Stabilität in die Zusammensetzung der Band. Kurz nach der Unterzeichnung eines Plattenvertrags bei Arise Records entschlossen sich die Mitglieder, ihr Lineup um einen Keyboarder zu ergänzen, der in Roberto Peña De Camus gefunden wurde. Im Sommer 1999 erschien das Debütalbum Shadowland, dem eine Spanientour als Vorband von Demons & Wizards folgte, was der Band Bekanntheit einbrachte.
Im August 2000 begannen in den New Sin Studios in Italien die Aufnahmen zum zweiten Studioalbum The Hall of the Olden Dreams mit Produzent Luigi Stefanini, der auch für die meisten weiteren Projekte der Band Produzent ist. Auftritte auf einigen Festivals und die Beteiligung an dem Helloween-Tributalbum The Keepers of Jericho - A Tribute To Helloween verschaffen der Band auch außerhalb Spaniens einen Namen. Dennoch wurde die EP The Fall Of Melnibone im Juni 2001 mit einer Auflage von 1.500 Exemplaren ausschließlich für den spanischen Markt veröffentlicht.
Während der Aufnahmearbeiten zum dritten Album The Gates Of Oblivion im Herbst 2001 unterschrieb die Band bei dem Label JVC einen Vertriebsvertrag für den asiatischen Raum. Während der darauffolgenden Tour verließ Keyboarder Roberto Peña De Camus die Band, so dass Dark Moor die restlichen Auftritte mit der Gastmusikerin Isabel García absolvieren musste.
Im August 2003 nahm Dark Moor unter Mitarbeit eines Streichquartetts vier Akustiktracks auf, die auf dem Album Between Light and Darkness erschienen. Während der Arbeiten zu diesem Album entstanden Meinungsverschiedenheiten bezüglich der musikalischen Ausrichtung, worauf Frontfrau Elisa C. Martin, Gitarrist Albert Maroto und Schlagzeuger Jorge Sáez aus der Band ausstiegen und das Projekt Dreamaker gründeten. Für das nächste Album fanden Enrik García und Anan Kaddouri in Alfred Romero einen neuen Sänger. Das Lineup wurde durch Andy C. und José Garrido ergänzt, wobei letzterer bereits kurz nach Beendigung der Aufnahmen zu Dark Moor wieder weg war. Da auch Anan Kaddouri die Band verließ, ist ab 2004 nur mehr Enrik García von der ersten Besetzung über. Ersatz für Kaddouri ist Daniel Fernández. In dieser Besetzung entstand 2005 Beyond the Sea.
Anfang 2006 kündigte Arise Records den Vertrag mit Dark Moor. Die Band begann trotzdem mit den Arbeiten an dem nächsten Album, wobei im Sommer 2006 Andy C. aufgrund von Terminproblemen ausstieg und durch Roberto Cappa ersetzt wurde. Im November 2006 unterschrieb die Band bei dem italienischen Label Scarlet Records, wo Anfang 2007 das Konzeptalbum Tarot erschien.

## Diskografie

### Studioalben
- Shadowland (1999)
- The Hall of the Olden Dreams (2000)
- The Fall of Melnibone (EP, 2001)
- The Gates of Oblivion (2002)
- Between Light and Darkness (EP, 2003)
- Dark Moor (2003)
- Beyond the Sea (2005)
- Tarot (2007)
- Autumnal (2009)
- Ancestral Romance (2010)
- Ars Musica (2013)
- Project X (2015)
- Orgins (2018)

### Demos
- Tales of the Dark Moor (1996)
- Dreams of Madness (1998)
- Flying (1999)

### Singles und Video
- The Fall of Melnibone (2001)
- From Hell (2003)
- Before the Duel (2005)
- The Chariot (2007)
- Wheel of Fortune (2007)
- On the Hill of Dreams (2009)
- Love from the Stone (2010)
- The Road Again (2013)